# Margaretha von Schlawe
Margaretha von Schlawe war die Tochter des pommerschen Herzogs Ratibor I. († 1156) und durch Heirat Gräfin von Ratzeburg. 
In der Slawenchronik des mittelalterlichen Chronisten Arnold von Lübeck ist ihre Heirat mit Graf Bernhard I. von Ratzeburg († 1195) erwähnt. 
Der mittelalterliche dänische Chronist Saxo Grammaticus bezeichnete sie als Verwandte des dänischen Königs Waldemar I., wobei ungeklärt ist, welches Verwandtschaftsverhältnis genau er mit dem von ihm verwendeten lateinischen Wort „neptis“ bezeichnen wollte. 